# 今井昌治
今井昌治（1884年1月5日—？），日本新潟縣高田市人，臺灣日治時期官吏。曾擔任過臺北州警務部保安課課長、臺北南警察署長、新高郡守、苗栗郡守、彰化郡守、高雄市尹、花蓮港廳廳長等職。

## 生平
金井昌治在1899年來臺，1903年任職於臺北廳警務課，1909年升任臺北廳警務課七級俸警部，1920年地方制度調整後擔任臺北州警務部保安課三級俸警部兼課長。1922年5月15日，升任臺灣總督府州警視，敘高等官八等，補臺北南警察署長，同年6月20日官位敘正八位。1924年12月25日，任臺灣總督府地方課事官，敘高等官七等，補臺中州新高郡守，1926年1月16日，調為新竹州苗栗郡守，1927年8月16日調為臺中州彰化郡守。1929年5月7日擔任高雄市尹，於1932年4月21日調任花蓮港廳廳長，隔年9月29日依願免本官。
從官場上退休之後，今井昌治擔任臺灣青果株式會社臺北支店長，後於1944年8月8日擔任臺灣總督府經濟動員本部部員囑託兼生活物資部副囑託。